# InkBall
InkBall là một trò chơi máy tính được bao gồm trong Windows XP Tablet PC Edition 2005 và Windows Vista ngoại trừ phiên bản Starter và Home Basic. Nó sử dụng bút stylus hoặc chuột để vẽ các đường để hướng quả bóng vào các lỗ có màu tương ứng. Trên Windows XP Tablet PC Edition, cần có một máy tính bảng để chơi trò chơi đúng cách, vì con trỏ chuột không hiển thị trong cửa sổ trò chơi. Tuy nhiên, nhấn Alt hai lần trong khi chơi trò chơi sẽ khiến con trỏ chuột hiển thị. Trong Windows Vista, nó cũng có thể được phát bằng chuột.
Điểm được trao cho việc đặt các quả bóng màu vào đúng lỗ, thời gian còn lại ở cuối vòng và để phá vỡ các khối. Game kết thúc khi hết thời gian hoặc khi một quả bóng đi vào một lỗ sai màu. Tuy nhiên, màu xám là màu trung tính và do đó, nếu một quả bóng màu xám đi vào lỗ có màu khác hoặc nếu có quả bóng nào đi vào lỗ màu xám thì sẽ không có gì xảy ra. Một số khối có các thuộc tính đặc biệt, chẳng hạn như phá vỡ khi đánh, mở và đóng trong khoảng thời gian, thay đổi màu của quả bóng hoặc làm cho quả bóng tăng tốc. Game có nhiều cấp độ khó khác nhau, từ Người mới bắt đầu, Người mới, đến Trung cấp, đến Nâng cao và cuối cùng là Chuyên gia. Khi độ khó tăng lên, thời gian để di chuyển các quả bóng vào (các) lỗ chính xác của chúng được giảm đáng kể và độ phức tạp chung của nhiệm vụ tăng lên thêm.